# Alfonso und Estrella
Alfonso und Estrella (en alemany, Alfons i Estrella) és una òpera en tres actes de Franz Schubert, amb llibret de Franz von Schober. S'estrenà al teatre de la Cort de Weimar el 24 de juny de 1854. No s'ha estrenat a Catalunya.
L'obra va ser escrita per Schubert i Schober durant unes curtes vacances l'estiu de 1821, però en no ser acceptada per l'Òpera de la Cort de Viena, romangué inèdita fins al 1854, quan el director Franz Liszt l'estrena a Weimar.